# Yazoo
Yazoo (conocidos como Yaz en Estados Unidos, por razones legales que involucraban a la compañía discográfica Yazoo Records) fue un dúo británico de synth pop y sonido new wave, originarios de Basildon, Essex, Inglaterra, cuya carrera tuvo gran éxito comercial al principio de los años 1980. Aunque no tuvieron la misma suerte en Estados Unidos, Yazoo alcanzó tres Top 10 en el UK Singles a inicios de esa década.
Se formó a finales de 1981 por el excompositor de Depeche Mode, Vince Clarke (sintetizador) y por Alison Moyet (vocalista).

## Historia

### Formación y orígenes (1981)
Vince Clarke había sido fundador y principal compositor de Depeche Mode, con quienes había editado un álbum y tres sencillos para Mute Records, incluyendo los éxitos "New Life" y "Just Can't Get Enough". Clarke -sorprendentemente para muchos- abandonó Depeche Mode cuando comenzaban a disfrutar del éxito, afirmando que "simplemente no se estaban llevando bien".
Alison Moyet, también de Basildon, a pesar de su juventud ya era una veterana que había cantado en numerosas bandas de punk y rock del sudeste de Essex, Inglaterra, como The Vandals (donde tocaba Robert Marlow, gran amigo de Vince Clarke y Sue Padgett, quien formó parte de No Romance in China, la primera banda de Clarke); también cantó en otras bandas como The Screamin' Ab Dabs, The Vicars y The Little Roosters.
Era 1981 cuando Alison Moyet publicó un aviso en una revista ofreciéndose como cantante de blues, R&B y soul. Clarke respondió a ese llamado y así se formó Yazoo. El nombre se le ocurrió a Moyet viendo las etiquetas de viejos álbumes de blues: 'Yazoo'. Mute Records continuó editando este nuevo proyecto de Clarke.
Tomando como influencias tanto bandas como Kraftwerk así como elementos del blues, Yazoo expandió la fórmula del synth pop. La unión de la voz emocional y bluesera de Moyet y el sonido electrónico de Clarke le dieron un matiz diferente. Su sonido contenía referencias a la música disco pero le agregaba una actitud más desafectada que el disco no poseía.

### Upstairs at Eric'sy estrellato (1982)
El sencillo debut de la banda, "Only You", con ''Situation'' como cara B, fue lanzado en abril de 1982 y alcanzó el número 2 en el Reino Unido. Originalmente, Clarke había ofrecido la canción como regalo de despedida a sus antiguos compañeros de Depeche Mode, pero fue rechazada por ellos.
Yazoo obtuvo rápidamente otro éxito con su siguiente corte, "Don't Go", que llegó al número 3 en su país y se volvió popular en los Estados Unidos gracias a la rotación que recibió su video en MTV el mismo estaba inspirado en Frankenstein.
La racha exitosa continuó con su primer álbum, Upstairs at Eric's, obteniendo la certificación de platino en el Reino Unido. La banda obtuvo críticas favorables por su sonido de vanguardia. En 1983 fueron galardonados con el Brit Awards como mejor nuevo artista británico, donde además, se encontraban nominados como mejor grupo británico.
Clarke y Moyet estuvieron brevemente de gira, mientras lanzaban un sencillo, "The Other Side of Love", para llenar la espera por el siguiente álbum.

### Crisis y disolución (1983)
"Nobody's Diary", fue lanzado en mayo de 1983 como único sencillo de su segundo  álbum y alcanzó el número tres en las listas del Reino Unido, pero a los pocos días del lanzamiento del sencillo, Yazoo anunció que se iban a separar.
El segundo álbum del dúo, You and Me Both, obtuvo aún mayor éxito, alcanzando la cima de las listas del Reino Unido con su sencillo, "Nobody's Diary", que alcanzó el tercer lugar. En Estados Unidos You and Me Both alcanzó el puesto 69 en el Billboard 200. Este álbum incluyó una mayor presencia en la composición de Alison Moyet, que le imprimió un sabor más maduro y triste.
Sin embargo, el éxito fue afectado por la falta de relación entre ambos, lo que motivó la decisión de seguir caminos separados.

### Regreso y últimas reuniones (2008, 2011)
En 2008 se editó In Your Room, un boxset que contiene todas las grabaciones oficiales de la banda y sirvió como antesala de una reunión.
En ese mismo 2008, Yazoo volvió a juntarse para los escenarios con Reconnected Tour, que viene a ofrecer la gira que no llegaron a hacer tras la publicación de su segundo disco. Han actuado en Europa y Estados Unidos. En 2010 editaron un álbum, Reconnected Live, con dicho material en vivo.
El 15 de mayo de 2011, se reunieron por última vez para hacer tres temas en el marco del recital Mute's Short Circuit Festival, donde también tocaron, entre otros, Erasure (Vince Clarke y Andy Bell) y The Assembly (Vince Clarke y Feargal Sharkey).

## Legado

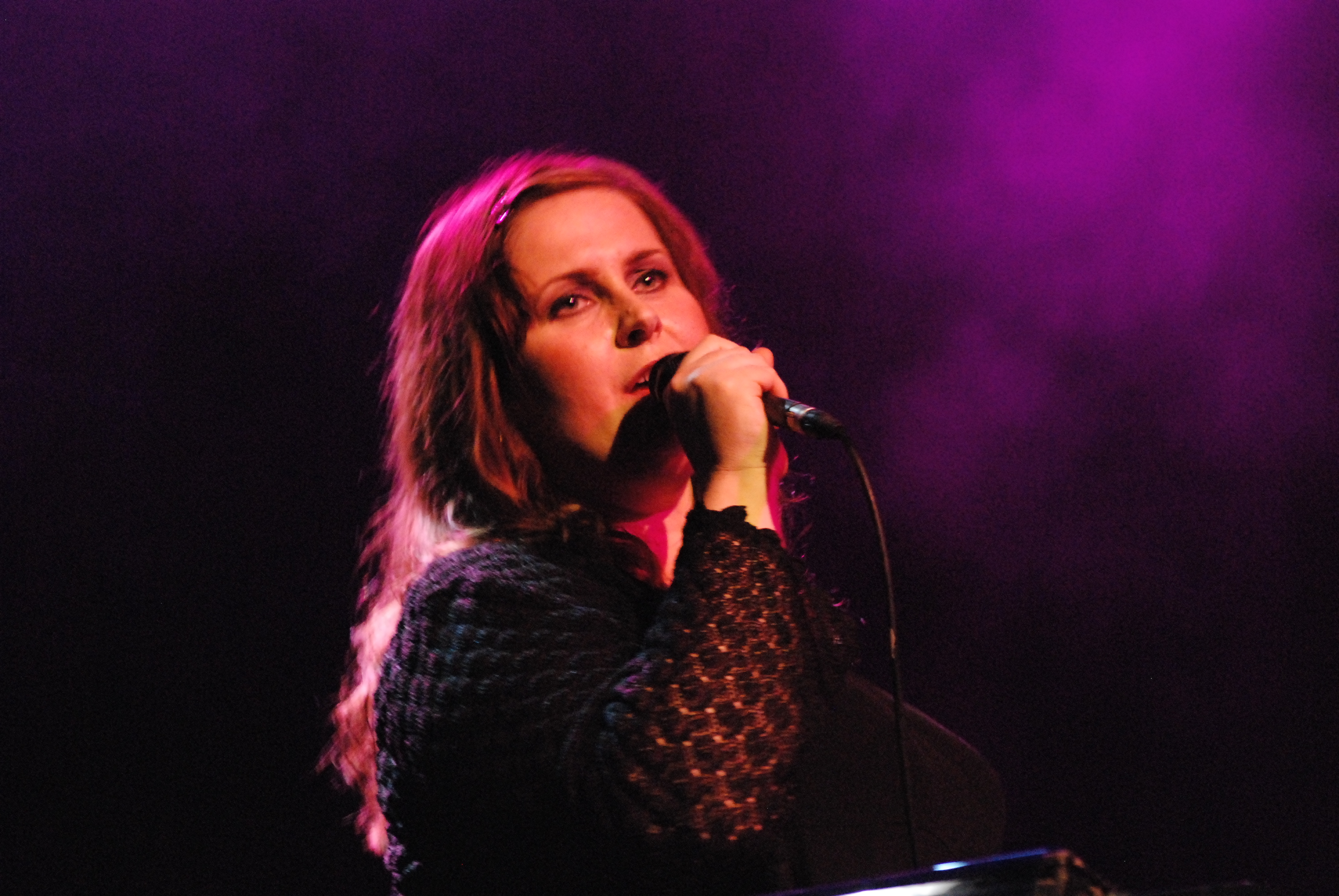
Alison Moyet actuando en Dublin en 2008

Tras la separación, Alison Moyet decidió aventurarse en su carrera solista, firmando un contrato con Columbia Records. Se trató de la primera artista en dejar Mute Records. Alcanzó un éxito inicial importante y su carrera, con altibajos, aún se encuentra activa.
Por su lado, Vince Clarke grabó un exitoso sencillo con el productor Eric Radcliffe (el mismo Eric del título del álbum debut de Yazoo) y el vocalista de The Undertones, Feargal Sharkey, bajo el nombre de The Assembly.
Vince Clarke fundó posteriormente el altamente exitoso dúo Erasure con el vocalista Andy Bell, con el que crearían clásicos como "Oh L'Amour", "Sometimes", "A Little Respect", "Chains of Love", "Drama!", "Chorus", la versión de "Solsbury Hill" o "Breathe", por solo citar algunos éxitos.
La música de Yazoo sobrevivió, influyendo en bandas de la década de 2000 como La Roux, LCD Soundsystem o Hercules and Love Affair.

## Discografía
Álbumes de estudio
- 1982: Upstairs at Eric's
- 1983: You and Me Both

Álbumes recopilatorios
- 1999: Only Yazoo - The Best of Yazoo
- 2008: In Your Room
- 2018: Four Pieces

Álbumes en directo
- 2010: Reconnected Live

## Premios y nominaciones
| Año  | Premio              | Categoría                    | Trabajo      | Resultado | Ref.   |
| ---- | ------------------- | ---------------------------- | ------------ | --------- | ------ |
| 1983 | Brit Awards         | Artista revelación británico | Ellos msimos | Ganador   | [ 18 ] |
| 1983 | Brit Awards         | Grupo británico              | Ellos msimos | Nominado  | [ 19 ] |
| 1984 | Ivor Novello Awards | The Best Selling A Side      | "Only You"   | Nominado  | [ 20 ] |